# 王凯山
王凯山（1894年—1979年），河北沧县人，中华人民共和国政治人物。
早年供职于太原第一热电厂，因工作杰出，当选为太原市首届劳模大会特等劳动模范。1950年，担任太原发电二厂锅炉股股长，当选为全国劳动模范。1954年，当选为第一届全国人大代表。